# Étienne Bierry
Étienne Bierry (13 de octubre de 1918- 4 de julio de 2015) fue un actor y director teatral, cinematográfico y televisivo de nacionalidad francesa.

## Biografía
Nacido en Burdeos, Francia, fue hecho prisionero en 1940, durante la Segunda Guerra Mundial, y enviado a un campo de internamiento en Alemania, del cual no guardaba malos recuerdos." Se evadió en febrero de 1944, huida que le inspiró el guion del film Les Culottes rouges.
Finalizada la guerra, decidió centrarse en la radio, produciendo con Jacques Antoine varios programas en los cuales debutaron artistas como Pierre Bellemare, Guy Lux y Jean-Paul Rouland.
Desde 1958 a 2011, junto a su esposa, Renée Delmas, Étienne Bierry dirigió el Théâtre de Poche Montparnasse. Fue el padre de Liliane Bierry, Florence Génin, Marion Bierry, director teatral, y Stéphane Bierry, actor.
Étienne Bierry falleció en 2015 en Thiais, Francia.

## Teatro

### Actor
- 1950 : Junon et le paon, de Sean O'Casey, escenografía de Philippe Kellerson, Théâtre de l'Œuvre
- 1951 : Les Radis creux, de Jean Meckert, escenografía de Pierre Valde, Théâtre de Poche Montparnasse
- 1955 : Le Scieur de long, de Marcel Moussy, Théâtre du Tertre
- 1956 : Los bajos fondos, de Máximo Gorki, escenografía de Sacha Pitoëff, Théâtre de l'Œuvre
- 1958 : Gontran 22, de Alexandre Arnoux, escenografía de Robert Marcy, Théâtre des Bouffes-Parisiens
- 1958 : Procès à Jésus, de Diego Fabbri, escenografía de Marcelle Tassencourt, Théâtre Hébertot
- 1958 : Éboulement au quai nord, de Ugo Betti, escenografía de Marcelle Tassencourt, Théâtre de Poche Montparnasse
- 1959 : Les Petits Bourgeois, de Máximo Gorki, escenografía de Grégory Chmara, Théâtre de l'Œuvre
- 1959 : Le Client du matin, de Brendan Behan, escenografía de Georges Wilson, Théâtre de l'Œuvre
- 1961 : Esperando a Godot, de Samuel Beckett, escenografía de Roger Blin, Teatro del Odéon
- 1962 : Baby foot, de Robert Soulat, escenografía de Gabriel Garran, Théâtre de Poche Montparnasse
- 1962 : L'Étoile devient rouge, de Sean O'Casey, escenografía de Gabriel Garran, Théâtre de la Commune y Théâtre Récamier
- 1963 : Les Viaducs de la Seine-et-Oise, de Marguerite Duras, escenografía de Claude Régy, Poche Montparnasse
- 1963 : Les Enfants du soleil, de Máximo Gorki, escenografía de Georges Wilson, Teatro Nacional Popular y Théâtre de Chaillot
- 1964 : Les Viaducs de la Seine-et-Oise, de Marguerite Duras, escenografía de Claude Régy, Poche Montparnasse
- 1964 : La Tragédie de la vengeance, a partir de Cyril Tourneur, escenografía de Francis Morane y Jean Serge, Théâtre Sarah-Bernhardt
- 1964 : Le Trèfle fleuri, de Rafael Alberti, escenografía de Pierre Debauche, Théâtre Daniel Sorano de Vincennes
- 1964 : Tío Vania, de Antón Chéjov, escenografía de Sacha Pitoëff, Théâtre Moderne
- 1966 : Vous vivrez comme des porcs, de John Arden, escenografía de Guy Rétoré, Théâtre de l'Est parisien
- 1967 : Le Duel, de Antón Chéjov, escenografía de André Barsacq, Théâtre de l'Atelier
- 1968 : Biedermann et les incendiaires, de Max Frisch, escenografía de Bernard Jenny, Théâtre du Vieux Colombier
- 1969 : Les Nonnes, de Eduardo Manet, escenografía de Roger Blin, Théâtre de Poche Montparnasse
- 1970 : Amadeo o cómo salir del paso, de Eugène Ionesco, escenografía de Jean-Marie Serreau, Théâtre de Poche Montparnasse
- 1971 : La Peau d'un fruit sur un arbre pourri, de Victor Haïm, escenografía de Jean-Paul Roussillon, Théâtre de Poche Montparnasse
- 1974 : Chez Pierrot, de Jean-Claude Grumberg, escenografía de Gérard Vergez, Théâtre de l'Atelier
- 1975 : La Caverne d'Adullam, de Jean-Jacques Varoujean, escenografía de Étienne Bierry, Théâtre de Poche Montparnasse
- 1977 : Lady Strass, de Eduardo Manet, escenografía de Roger Blin, Théâtre de Poche Montparnasse
- 1979 : Neige, de Romain Weingarten, escenografía del autor, Théâtre de Poche Montparnasse
- 1981 : Le Butin, de Joe Orton, escenografía de Étienne Bierry, Théâtre de Poche Montparnasse
- 1981 : Accordez vos violons, de Victor Haïm, escenografía de Étienne Bierry, Théâtre de Poche Montparnasse
- 1981 : Interviouve, de Louis-Ferdinand Céline, escenografía de Jean Rougerie, Théâtre de Poche Montparnasse
- 1982 : Baron, Baronne, de Jean-Jacques Varoujean, escenografía de Étienne Bierry, Théâtre de Poche Montparnasse
- 1982 : Souvenirs du faucon maltais, de Jean-Pierre Enard, escenografía de Étienne Bierry, Théâtre de Poche Montparnasse
- 1983 : La última cinta de Krapp, de Samuel Beckett, escenografía de Michel Dubois, Théâtre de Poche Montparnasse
- 1984 : L'Elève de Brecht, de Bernard Da Costa, escenografía de Nicolas Bataille, Théâtre de Poche Montparnasse
- 1984 : La Dernière Classe, de Brian Friel, escenografía de Jean-Claude Amyl, Théâtre des Mathurins
- 1985 : Fool for love, de Sam Shepard, escenografía de Andréas Voutsinas, Espace Pierre Cardin
- 1986 : Amadeo o cómo salir del paso, de Eugène Ionesco, escenografía de Étienne Bierry, Théâtre de Poche Montparnasse
- 1987 : Variations sur le canard, de David Mamet, escenografía de Jacques Seiler, Théâtre de Poche Montparnasse
- 1988 : Docteur Raguine, a partir de Antón Chéjov, escenografía de Julian Negulesco, Théâtre de Poche Montparnasse
- 1988 : La última cinta de Krapp, de Samuel Beckett, escenografía de Étienne Bierry, Théâtre de Poche Montparnasse
- 1988 : Le Plus Heureux des trois, de Eugène Labiche, escenografía de Étienne Bierry, Théâtre de Poche Montparnasse
- 1989 : Visite d'un père à son fils, de Jean-Louis Bourdon, escenografía de Georges Werler, Théâtre de Poche Montparnasse
- 1990 : Chambre 108, de Gérald Aubert, escenografía de Georges Werler, Théâtre de Poche Montparnasse
- 1992 : Montaigne ou Dieu que la femme me reste obscure, de Robert Pouderou, escenografía de Pierre Tabard, Théâtre de Poche Montparnasse
- 1992 : Clotilde et moi, a partir de Contes cruels, de Octave Mirbeau, escenografía de Marion Bierry, Théâtre de Poche Montparnasse
- 1994 : Silence en coulisses !, de Michael Frayn, escenografía de Jean-Luc Moreau, Théâtre du Palais-Royal
- 1994 : Retour à Pétersbourg, de Gilles Costaz, escenografía de Georges Werler, Théâtre de Poche Montparnasse
- 1998 : Horacio, de Pierre Corneille, escenografía de Marion Bierry, Théâtre de l'Œuvre
- 2000 : Le Chant du crapaud, de Louis-Charles Sirjacq, escenografía de Julian Negulesco, Théâtre de Poche Montparnasse
- 2002 : L’Embrasement des Alpes, de Peter Turrini, escenografía de Georges Werler, Théâtre de Poche Montparnasse
- 2003 : Coco Perdu, de Louis Guilloux, escenografía de Stéphane Bierry, Théâtre de Poche Montparnasse
- 2005 : Sur un air de tango, de Isabelle de Toledo, escenografía de Annick Blancheteau y Jean Mourière, Théâtre de Poche Montparnasse
- 2007 : La ilusión cómica, de Pierre Corneille, escenografía de Marion Bierry, Théâtre de Poche Montparnasse y Théâtre Hébertot
- 2008 : Ivanov, de Antón Chéjov, escenografía de Philippe Adrien, Théâtre de la Tempête
- 2010 : Ivanov, de Antón Chéjov, escenografía de Philippe Adrien, Théâtre de la Tempête, gira

### Director
- 1960 : Les Radis creux, de Jean Meckert, Théâtre de Poche Montparnasse
- 1975 : La Caverne d'Adullam, de Jean-Jacques Varoujean, Théâtre de Poche Montparnasse
- 1976 : Les Moutons de la nuit, de Denise Bonal, Théâtre de Poche Montparnasse
- 1976 : Isaac et la sage femme, de Victor Haïm, Théâtre de Poche Montparnasse
- 1977 : Un ennemi du peuple, de Henrik Ibsen, Théâtre Edouard VII
- 1977 : Sigismond, de Jean-Jacques Tarbes, Théâtre de Poche Montparnasse
- 1980 : Une place au soleil, de Georges Michel, Théâtre de Poche Montparnasse
- 1981 : Accordez vos violons, de Victor Haïm, Théâtre de Poche Montparnasse
- 1981 : El botín, de Joe Orton, Théâtre de Poche Montparnasse
- 1982 : Baron, Baronne, de Jean-Jacques Varoujean, Théâtre de Poche Montparnasse
- 1982 : Souvenirs du faucon maltais, de Jean-Pierre Enard, Théâtre de Poche Montparnasse
- 1982 : Flock, de Sylvain Rougerie, Théâtre de Poche Montparnasse
- 1983 : Restaurant de nuit, de Michel Bedetti, Théâtre de Poche Montparnasse
- 1984 : Le Pharaon, de Geva Caban, Théâtre de Poche Montparnasse
- 1984 : Le Plaisir de l'amour, de Robert Pouderou, Théâtre de Poche Montparnasse
- 1984 : Kidnapping, de Catherine Rihoit, Théâtre de Poche Montparnasse
- 1985 : La Part du rêve, de Michèle Ressi, Théâtre de Poche Montparnasse
- 1985 : L'Écornifleur, de Jules Renard, Théâtre de Poche Montparnasse
- 1986 : Amadeo o cómo salir del paso, de Eugène Ionesco, Théâtre de Poche Montparnasse
- 1987 : Belle Famille, de Victor Haïm, Théâtre de Poche Montparnasse
- 1988 : La última cinta de Krapp, de Samuel Beckett, Théâtre de Poche Montparnasse
- 1988 : Le Plus Heureux des trois, de Eugène Labiche, Théâtre de Poche Montparnasse
- 1991 : Abraham et Samuel, de Victor Haïm
- 1991 : Les Empailleurs, de Toni Leicester, Théâtre de Poche Montparnasse
- 1993 : La Fortune du pot, de Jean-François Josselin, Théâtre de Poche Montparnasse
- 1996 : L’Argent du beurre, de Louis-Charles Sirjacq, Théâtre de Poche Montparnasse
- 1998 : 4e tournant, de Josette Boulva y Marie Gatard, Théâtre de Poche Montparnasse
- 2002 : Les Directeurs, de Daniel Besse, Théâtre de Poche Montparnasse
- 2007 : Les Riches reprennent confiance, de Louis-Charles Sirjacq, Théâtre de Poche Montparnasse
- 2010 : Au nom du fils, de Alain Cauchi, Théâtre de Poche Montparnasse

## Filmografía

### Cine
- 1961 : La Peau et les Os, de Jean-Paul Sassy
- 1961 : L'Affaire Nina B., de Robert Siodmak
- 1961 : Le Tracassin, de Alex Joffé
- 1962 : Les Culottes rouges, de Alex Joffé
- 1962 : Horace 62, de André Versini
- 1962 : Le Bateau d'Émile, de Denys de La Patellière
- 1962 : Le Monte-Charge, de Marcel Bluwal
- 1963 : Ballade pour un voyou, de Claude-Jean Bonnardot
- 1964 : Le Gros Coup, de Jean Valère
- 1964 : Requiem pour un caïd, de Maurice Cloche
- 1965 : La Vieille Dame indigne, de René Allio
- 1965 : Le Faiseur, de Jean-Pierre Marchand
- 1965 : Les Survivants, de Dominique Genee
- 1966 : Objectif 500 millions, de Pierre Schoendoerffer
- 1966 : Le Voyage du père, de Denys de La Patellière
- 1966 : Jeudi on chantera comme dimanche, de Luc de Heusch
- 1969 : Sous le signe du taureau, de Gilles Grangier
- 1971 : Le Miroir 2000, de Jean Couturier y François Villiers
- 1971 : Le Saut de l'ange, de Yves Boisset
- 1975 : La Soupe froide, de Robert Pouret
- 1975 : La Rage au poing, de Éric Le Hung
- 1975 : Un divorce heureux, de Henning Carlsen
- 1977 : Pourquoi ?, de Anouk Bernard
- 1989 : Pentimento, de Tonie Marshall
- 1999 : La Maladie de Sachs, de Michel Deville
- 2004 : Un 14 juillet, de Nathalie Saugeon

### Televisión
- 1959 : La caméra explore le temps : L'Enigme de Pise, de Stellio Lorenzi
- 1959 : La caméra explore le temps : Le Véritable Aiglon, de Stellio Lorenzi
- 1959 : Marie Stuart, de Stellio Lorenzi
- 1961 : La caméra explore le temps : L'Enigme de Saint-Leu, de Stellio Lorenzi
- 1961 : Les Cinq Dernières Minutes, episodio L'Avoine et l'Oseille, de Claude Loursais
- 1962 : L'inspecteur Leclerc enquête, episodio La Trahison de Leclerc, de Marcel Bluwal
- 1962 : Le Théâtre de la jeunesse : Un pari de milliardaire, de Marcel Cravenne
- 1964 : La caméra explore le temps : Le Drame de Mayerling, de Stellio Lorenzi
- 1964 : La caméra explore le temps : La Terreur et la vertu, de Stellio Lorenzi
- 1966 : La Caméra explore le temps : Les Cathares, de Stellio Lorenzi
- 1966 : Derrière l'horizon, de Jean-Pierre Marchand
- 1966 : La Grande Peur dans la montagne, de Pierre Cardinal
- 1967 : En votre âme et conscience, L'Affaire Martin Dumollard[5]
- 1967 : La Bouquetière des innocents, de Lazare Iglesis
- 1967 : Les Enquêtes du commissaire Maigret : L'Inspecteur Cadavre, de Michel Drach
- 1968 : Les Bas-fonds, de Jean-Paul Sassy
- 1971 : Les Nouvelles Aventures de Vidocq, de Marcel Bluwal
- 1972 : La Vallée sans printemps, de Claude-Jean Bonnardot
- 1973 : Un client sérieux, de Jean Bertho
- 1973 : Au bout du rouleau, de Claude-Jean Bonnardot
- 1973 : La Ligne de démarcation, de Jacques Ertaud
- 1974 : Taxi de nuit, de Jean Leduc
- 1974 : Un bon patriote, de Gérard Vergez
- 1974 : Le Vagabond, de Claude-Jean Bonnardot
- 1974 : L'Homme du fleuve, de Jean-Pierre Prévost
- 1975 : Pays, de Jacques Krier
- 1976 : Grand-Père Viking, de Claude-Jean Bonnardot
- 1976 : Le Cousin Pons, de Guy Jorré
- 1977 : La Foire, de Roland Vincent
- 1978 : Double Détente, de Claude-Jean Bonnardot
- 1979 : Pierrette, de Guy Jorré
- 1980 : Le Petit Théâtre d'Antenne 2 : En attendant Polo, de Georges Sonnier, dirección de Roland Coste
- 1981 : La Vie des autres, episodio "Christophe", de Gilles Legrand
- 1982 : Les Amours des années grises : Histoire d'un bonheur, de Marion Sarraut
- 1982 : Ralentir école, de Alain Dhouailly
- 1982 : L'Enfant et les magiciens, de Philippe Arnal
- 1990 : Les Cinq Dernières Minutes : Le Miroir aux alouettes, de Guy Jorré
- 1991 : Marie la louve, de Daniel Wronecki

## Galardones
- 2009 : Premio Brigadier de honor por el conjunto de su carrera.